# Draft WNBA 2025
2024 2026
La draft WNBA 2025 est la 30e édition de la cérémonie annuelle de la draft WNBA lors de laquelle les franchises de la WNBA choisissent les joueuses dont elles pourront négocier les droits d’engagement. Les joueuses disputant leur première saison professionnelle sont appelées rookies.
Le choix s'opère dans un ordre déterminé par le classement de la saison précédente, les équipes les plus mal classées sur les deux dernières saisons obtenant les premiers choix.

## Règles d'éligibilité
En vertu de la convention collective actuelle (CBA) entre la WNBA et son syndicat de joueuses, l'éligibilité à la draft pour les joueuses non définis comme « internationales » exige que ce qui suit soit :
- Le vingt-deuxième anniversaire de la joueuse tombe pendant l'année civile de la draft. Pour cette draft, la date limite de naissance est le 31 décembre 2001.
- Elle doit avoir :
  - Terminé son admissibilité à l'université ;
  - Obtenu un diplôme de premier cycle ou doit le recevoir dans les trois mois après la draft ;
  - Être retiré d’au moins quatre ans de l’obtention du diplôme d’études secondaires.

Une joueuse qui doit obtenir son diplôme de premier cycle dans les trois mois suivant la date de la draft et qui est plus jeune que l’âge limite, n’est admissible que si l’année civile de la draft n’est pas antérieure à la quatrième année après l’obtention de son diplôme d’études secondaires.
Les joueuses dont l’admissibilité au collège est maintenue et qui atteignent l’âge limite doivent informer le siège social de la WNBA de leur intention de participer à la draft au plus tard 10 jours avant la date de la draft et doivent renoncer à toute admissibilité au collège pour le faire. Un calendrier de notification séparé est prévu pour les joueuses impliqués dans les tournois d’après-saison (notamment le tournoi de la division I de la NCAA) ; ces joueuses (normalement) doivent se déclarer pour la draft dans les 24 heures suivant leur match final.
Les « joueuses internationales » sont définies comme celles pour qui toutes les affirmations suivantes sont vraies :
- Née et résidant actuellement à l’extérieur des États-Unis.
- N'a jamais « exercé l’éligibilité au basketball interuniversitaire » aux États-Unis.

Pour les « joueuses internationales », l'âge d'éligibilité est de vingt ans, également mesuré au 31 décembre de l'année de la draft.

## Loterie de la draft
Le tirage au sort pour déterminer l'ordre des quatre premiers choix du repêchage de 2025 a lieu le 17 novembre 2024. Il est diffusé sur ESPN aux États-Unis et diffusé en continu sur TSN+, au lieu de TSN, puisque ce dernier diffusait la 111e Coupe Grey de la Ligue canadienne de football (LCF), ligue de football canadien, sur CTV au Canada. Les quatre équipes non qualifiées pour les séries éliminatoires de 2024 se sont qualifiées pour le tirage au sort.
| Équipe                      | Bilan 2023 et 2024 | Bilan 2024 | Chances à la loterie | Choix | Choix | Choix | Choix | Choix |
| Équipe                      | Bilan 2023 et 2024 | Bilan 2024 | Chances à la loterie | 1er   | 2e    | 3e    | 4e    |       |
| --------------------------- | ------------------ | ---------- | -------------------- | ----- | ----- | ----- | ----- | ----- |
| Sparks de Los Angeles       | 25-55              | 8-32       | 44,2 %               |       |       |       |       |       |
| Wings de Dallas             | 31-49              | 9-31       | 22,7 %               |       |       |       |       |       |
| Sky de Chicago              | 31-49              | 13-27      | 22,7 %               |       |       |       |       |       |
| Mystics de Washington       | 33-47              | 14-26      | 10,4 %               |       |       |       |       |       |
| en jaune l’équipe désignée. |                    |            |                      |       |       |       |       |       |

Les probabilités de tirage au sort étaient basées sur les statistiques combinées des saisons WNBA 2023 et 2024. Lors du tirage, les boules numérotées de 1 à 14 sont placées dans une machine à loterie et mélangées. Quatre boules sont tirées pour déterminer une combinaison à quatre chiffres (seules les boules 11, 12, 13 et 14 sont ignorées et retirées). L'équipe à laquelle cette combinaison de quatre boules est attribuée reçoit le premier choix. Les quatre boules sont ensuite replacées dans la machine et le processus est répété pour déterminer le deuxième choix. Les deux équipes dont les combinaisons numériques ne sont pas tirées au sort tireront dans l'ordre inverse de leur record cumulé sur deux ans. Ernst & Young connaît les résultats discrets avant leur annonce,. L'ordre de sélection pour le reste du premier tour, ainsi que pour les deuxième et troisième tours, a été déterminé par l'ordre inverse des records respectifs des équipes en saison régulière, uniquement à partir de 2024.

## Joueuses invitées
Seize joueuses sont invitées à assister à la cérémonie.
- Georgia Amoore, Wildcats du Kentucky
- Sarah Ashlee Barker, Crimson Tide de l'Alabama
- Paige Bueckers, Huskies du Connecticut
- Sonia Citron,  Fighting Irish de Notre Dame
- Sania Feagin, Gamecocks de la Caroline du Sud
- Kiki Iriafen, Trojans de l'USC
- Aziaha James, Wolfpack de NC State
- Dominique Malonga, LDLC ASVEL
- Aneesah Morrow, Tigers de LSU
- Te-Hina Paopao, Gamecocks
- Saniya Rivers, Wolfpack
- Madison Scott, Rebels d'Ole Miss
- Shyanne Sellers, Terrapins  du Maryland
- Ajša Sivka, Tarbes Gespe Bigorre
- Serena Sundell, Wildcats de Kansas State
- Hailey Van Lith, Horned Frogs de TCU

## Draft
Il n'y a que douze au premier tour contre treize aux suivants, car celui des Aces de Las Vegas est annulé pour cause de violations de règles de la WNBA.

### Premier tour
| Choix | Nom                      | Position      | Nationalité | Équipe                                         | Provenance |
| ----- | ------------------------ | ------------- | ----------- | ---------------------------------------------- | ---------- |
| 1     | Paige Bueckers           | Meneuse       | États-Unis  | Wings de Dallas                                | UConn      |
| 2     | Dominique Malonga        | Pivot         | France      | Storm de Seattle (via Los Angeles)             | Lyon ASVEL |
| 3     | Sonia Citron             | Ailière       | États-Unis  | Mystics de Washington (via Chicago)            | Notre Dame |
| 4     | Kiki Iriafen             | Ailière forte | États-Unis  | Mystics de Washington                          | USC        |
| 5     | Justė Jocytė             | Ailière       | Lituanie    | Valkyries de Golden State                      | Lyon ASVEL |
| 6     | Georgia Amoore (en)      | Meneuse       | Australie   | Mystics de Washington (via Atlanta via Dallas) | Kentucky   |
| 7     | Aneesah Morrow (en)      | Ailière       | États-Unis  | Sun du Connecticut (via Phoenix via New York)  | LSU        |
| 8     | Saniya Rivers            | Arrière       | États-Unis  | Sun du Connecticut (via Indiana)               | NC State   |
| 9     | Sarah Ashlee Barker (en) | Arrière       | États-Unis  | Sparks de Los Angeles (via Seattle)            | Alabama    |
| 10    | Ajša Sivka               | Ailière       | Slovénie    | Sky de Chicago (via Connecticut)               | Tarbes     |
| 11    | Hailey Van Lith          | Ailière       | États-Unis  | Sky de Chicago (via Minnesota)                 | TCU        |
| 12    | Aziaha James (en)        | Meneuse       | États-Unis  | Wings de Dallas (via New York via Phoenix)     | NC State   |

### Deuxième tour
| Choix | Nom                  | Position      | Nationalité | Équipe                                                   | Provenance          |
| ----- | -------------------- | ------------- | ----------- | -------------------------------------------------------- | ------------------- |
| 13    | Aaliyah Nye (en)     | Ailière       | États-Unis  | Aces de Las Vegas (via Los Angeles)                      | Alabama             |
| 14    | Madison Scott (en)   | Ailière       | États-Unis  | Storm de Seattle (via Los Angeles)                       | Miss                |
| 15    | Anastasiia Kosu (en) | Ailière       | Russie      | Lynx du Minnesota (via Chicago)                          | UMMC Iekaterinbourg |
| 16    | Maddy Westbeld (en)  | Ailière forte | États-Unis  | Sky de Chicago (via Mystics de Washington via Las Vegas) | USC                 |
| 17    | Shyanne Sellers (en) | Arrière       | États-Unis  | Valkyries de Golden State                                | Maryland            |
| 18    | Te-Hina Paopao (en)  | Arrière       | États-Unis  | Valkyries de Golden State                                | Caroline du Sud     |
| 19    | Makayla Timpson (en) | Ailière       | États-Unis  | Fever de l'Indiana (via Phoenix)                         | Florida State       |
| 20    | Bree Hall (en)       | Arrière       | États-Unis  | Fever de l'Indiana                                       | Caroline du Sud     |
| 21    | Sania Feagin (en)    | Arrière       | États-Unis  | Sparks de Los Angeles (via Seattle)                      | Caroline du Sud     |
| 22    | Aicha Coulibaly (en) | Ailière       | Mali        | Sky de Chicago (via Las Vegas)                           | Texas A&M           |
| 23    | Lucy Olsen (en)      | Ailière       | États-Unis  | Mystics de Washington (via Connecticut)                  | Iowa                |
| 24    | Dalayah Daniels      | Ailière       | États-Unis  | Lynx du Minnesota                                        | Washington          |
| 25    | Rayah Marshall (en)  | Ailière forte | États-Unis  | Sun du Connecticut (via New York via Chicago)            | USC                 |

### Troisième tour
| Choix | Nom                 | Position        | Nationalité | Équipe                                       | Provenance           |
| ----- | ------------------- | --------------- | ----------- | -------------------------------------------- | -------------------- |
| 26    | Serena Sundell (en) | Arrière         | États-Unis  | Storm de Seattle (via Los Angeles)           | Kansas State         |
| 27    | JJ Quinerly (en)    | Arrière         | États-Unis  | Wings de Dallas                              | Virginie-Occidentale |
| 28    | Liatu Ling          | Arrière         | États-Unis  | Sparks de Los Angeles (via Chicago)          | Notre Dame           |
| 29    | Madison Conner      | Arrière         | États-Unis  | Storm de Seattle (via Mystics de Washington) | TCU                  |
| 30    | Kaitlyn Chen (en)   | Meneuse         | États-Unis  | Valkyries de Golden State                    | UConn                |
| 31    | Aaronette Vonleh    | Pivot           | États-Unis  | Wings de Dallas (via Atlanta)                | Baylor               |
| 32    | Zaay Green          | Arrière         | États-Unis  | Mystics de Washington (via Phoenix)          | Alabama              |
| 33    | Yvonne Ejim (en)    | Ailière         | Canada      | Fever de l'Indiana                           | Gonzaga              |
| 34    | Jordan Hobbs (en)   | Arrière         | États-Unis  | Storm de Seattle                             | Michigan             |
| 35    | Harmoni Turner (en) | Arrière         | États-Unis  | Aces de Las Vegas                            | Harvard              |
| 36    | Taylor Thierry (en) | Arrière-Ailière | États-Unis  | Dream d'Atlanta (via Connecticut)            | Ohio State           |
| 37    | Aubrey Griffin      | Arrière-Ailière | États-Unis  | Lynx du Minnesota                            | UConn                |
| 38    | Adja Kane           | Pivot           | France      | Liberty de New York                          | Landerneau           |

## Couverture médiatique
La draft est suivie sur ESPN par 1,25 million de spectateurs (avec un pic à 1,46 million). Il s'agit de la seconde plus grosse audience de l’histoire de l'évènement, après la draft 2024. Elle réalise aux États-Unis la meilleure audience de la soirée chez les adultes de moins de 35 ans, les hommes de moins de 35 ans et les hommes de moins de 50 ans.